# گیمینگ اند لیشر
گیمینگ اند لیشر (انگلیسی: Gaming and Leisure) شرکت سرگرمی آمریکایی است، که در سال ۲۰۱۳ تأسیس شد.